# 8-а кавалерійська дивізія Червоного козацтва
8-а кавалерійська дивізія Червоного козацтва — кавалерійське з'єднання РСЧА (Червоного козацтва), сформоване під час Громадянської війни 1918 — 1920 років. Була ударним маневреним засобом фронтового та армійського командування на вирішення оперативних і тактичних завдань. Використовувалася для глибоких рейдів тилами противника, дезорганізації його управління та постачання.
Має бути 80. Я міркую так, що проглянути усім файл і обговоримо пропозиції.
Можливо, механічно й не рубатимем, а так, щоб доцільно. Там ще є сторінки-хвости. Коротше, порадимось (smiley)

## Командний склад 8-ї кавалерійської дивізії Червоного козацтва

### Начальники
- Щелоков Микола Кононович, тво — з 17 вересня 1919 по 1 листопада 1919 року[1]
- Примаков Віталій Маркович — з 1 листопада 1919 по 14 березня 1920, з 14 травня 1920 по 6 грудня 1920 року[1]
- Туровський Семен Абрамович, тво — з 14 березня 1920 року по 14 травня 1920 року[1]
- Григор'єв Петро Петрович — з 6 грудня 1920 року по 26 грудня 1920 року[1]
- Демичев Михайло Опанасович — з 26 грудня 1920 року по 15 листопада 1932 року[1]
- комбриг Іван Юхимович Нікулін — з 15 листопада 1932 — заарештований 13.06.1937 року[1]
- комбриг Михайло Георгійович Хацкилевич — з листопада 1936 по липень 1937 року[1]

### Воєнкоми
- Молчанов Михайло — з 17 вересня 1919 по ?[1]
- Білоусов Михайло Іларіонович — грудень 1919 року[1]
- Петровський — з 3 грудня 1919 по 9 червня 1920 року, з 24 грудня 1920 по 25 серпня 1921 року[1]
- Примаков Віталій Маркович — з 9 червня 1920 року по 6 грудня 1920 року[1]
- Генде — з 6 грудня 1920 року по 24 грудня 1920 року[1]

### Начальники штабу
- Ясинський Станіслав Адольфович — з 8 жовтня 1919 по 3 листопада 1919 року[1]
- Туровський Семен Абрамович — з 3 листопада 1919 по 14 березня 1920 року, з 14 травня 1920 по 6 грудня 1920 року[1]
- Барон Михайло, врід — з 6 грудня 1920 року по 15 лютого 1921 року[1]

## Історія

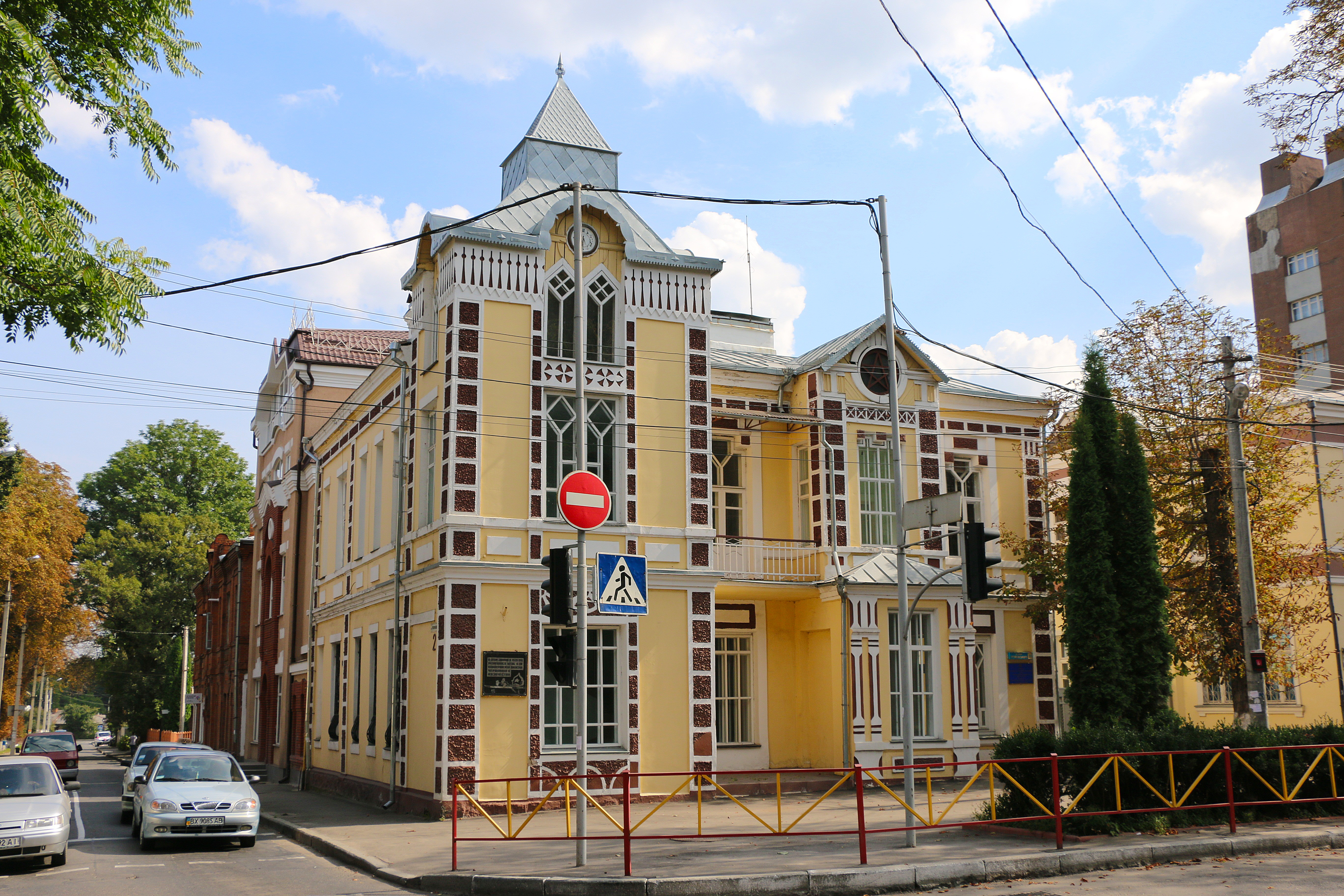
Штаб дивізії у Хмельницькому

Дивізія була сформована у вересні 1919 року, з грудня 1919 носила найменування «8-а кінна дивізія Червоного козацтва».
26 жовтня 1920 року у складі Південно-Західного фронту було сформовано Кінний корпус у складі 8-ї та 17-ї кавалерійських дивізій. Командир 8-ї дивізії Червоного козацтва В. М. Примаков був призначений командиром корпусу.
У листопаді 1920 року 8-ма кд у складі корпусу брала участь у Польсько-радянській війні та у розгромі української армії під командуванням С. Петлюри.
У січні 1921 року дивізія брала участь у боях у Сквири проти загонів Махна.
«Права рука» Нестора Махна та один із провідних командирів його повстанської армії Федір (Феодосій) Щусь у червні 1921 року був убитий у бою з 8-ю кавдивізією Червоного козацтва поблизу села Бесідівка під містом Недригайловом Сумського повіту.
30 листопада 1921 року 8-й Червоне козацтво кавалерійської дивізії присвоєно найменування «8-а Запорізька Червоного козацтва кавалерійська дивізія».
6 травня 1922 року 8-а Запорізька Червоного козацтва кд отримала назву 1-а Запорізька Червоного козацтва.